# Krakau
Krakau est une commune dans le district de Murau en Styrie, en Autriche. Elle a été créée le 1er janvier 2015 lors de la fusion des municipalités de Krakaudorf, Krakauhintermühlen et Krakauschatten.